# Pobedim
Pobedim (bis 1927 slowakisch „Pobedím“; deutsch Popudin, ungarisch Pobedény – bis 1907 Pobedim) ist eine Gemeinde in der Westslowakei. Sie liegt im Donauhügelland, 10 km von Piešťany und 16 km von Nové Mesto nad Váhom entfernt.

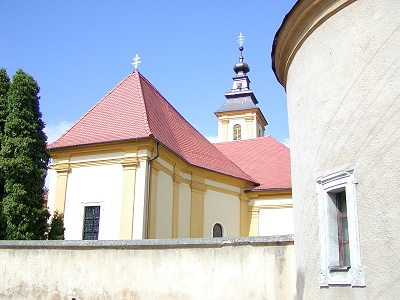
Kirche des Erzengels Michael

Der Ort wurde 1392 erstmals schriftlich erwähnt. Pobedim ist auch eine archäologische Ausgrabungsstätte, mit Entdeckungen aus der Bronze-, römischen und slawischen Zeit. Eine Burgstätte aus der Zeit des Fürsten Pribina wurde im Gemeindegebiet entdeckt.

## Bevölkerung
| Jahr                | 1994 | 2004    | 2014    | 2024    |
| ------------------- | ---- | ------- | ------- | ------- |
| Anzahl der Personen | 1231 | 1218    | 1177    | 1111    |
| Unterschied         |      | −1,05 % | −3,36 % | −5,60 % |

| Jahr                | 2023 | 2024    |
| ------------------- | ---- | ------- |
| Anzahl der Personen | 1128 | 1111    |
| Unterschied         |      | −1,50 % |